# Stephen Snedden
Stephen Snedden, né le 1er juillet 1971 à Tulsa, est un acteur américain.

## Biographie
Stephen Snedden s'est installé à Los Angeles après des études d'art dramatique à l'université d'État de l'Oklahoma. Il est essentiellement connu pour avoir joué l'un des rôles principaux de la série The Lone Gunmen : Au cœur du complot.

## Filmographie

### Cinéma
- 1998 : A Murder of Crows : le secrétaire
- 2000 : Coyote Girls : un client du Fancy Drinks
- 2002 : Antwone Fisher : Berkley

### Télévision
- 1998 : Sister, Sister (série télévisée, saison 6 épisode 5) : Bradford
- 2000 : La Loi du fugitif (série télévisée, saison 1 épisode 3) : Kevin Haggerty
- 2000 : JAG (série télévisée, saison 6 épisode 5) : Stover
- 2001 : The Lone Gunmen : Au cœur du complot (série télévisée, 12 épisodes) : Jimmy Bond
- 2002 : X-Files (série télévisée, saison 9 épisode N'abandonnez jamais) : Jimmy Bond
- 2002 : FBI : Portés disparus (série télévisée, saison 1 épisode 1) : Brian Daugherty
- 2002 : Spy Girls (série télévisée, saison 1 épisode 5) : Scott Barnes
- 2003 : Preuve à l'appui (série télévisée, saison 2 épisode 13) : Max Cavanaugh
- 2003 : Charmed (série télévisée, saison 6 épisode 1) : Chad Carson
- 2010 : Mentalist (série télévisée, saison 2 épisode 20) : Xander Harrington
- 2010 : NCIS : Los Angeles (série télévisée, saison 2 épisode 6) : l'agent John White
- 2012 : Revenge (série télévisée, saison 2 épisode 8) : Thomas
- 2013 : Les Experts : Manhattan (série télévisée, saison 9 épisode 11) : Andy Lewis
- 2014 : Hot in Cleveland (série télévisée, saison 5 épisode 2) : Chuck